# Мртваја
Мртваја је влажно станиште настало у бившем кориту долинске реке одвајањем некадашњег меандра од новог речног тока. Стога је најчешће облика меандра, тј. латиничног слова U.
Позната мртваја, уједно и највеће рамсарско подручје у Србији, је Обедска бара.
У географској литератури мртваја представља меандар који је пресекла река и створила језеро. Има карактеристичан кривудав и потковичаст облик, а најчешће се јавља у долинским пределима. Мртваја спада у групу речних језера. На нашим просторима оваква језера се јављају у Панонској области око Саве и Тисе. — Обедска бара, Окањ, Русанда, Острово, Копово, Живача и др.